# Недоторкані (телесеріал)
«Недото́ркані» пародійний серіал про українську політику напередодні Виборів Президента України 2010 року. Через жорстку цензуру і протекцію певних політичних сил, серіал, наразі, в живий ефір ще не вийшов на жодному каналі.